# Usia
Usia är ett släkte av tvåvingar. Usia ingår i familjen svävflugor.

## Bildgalleri

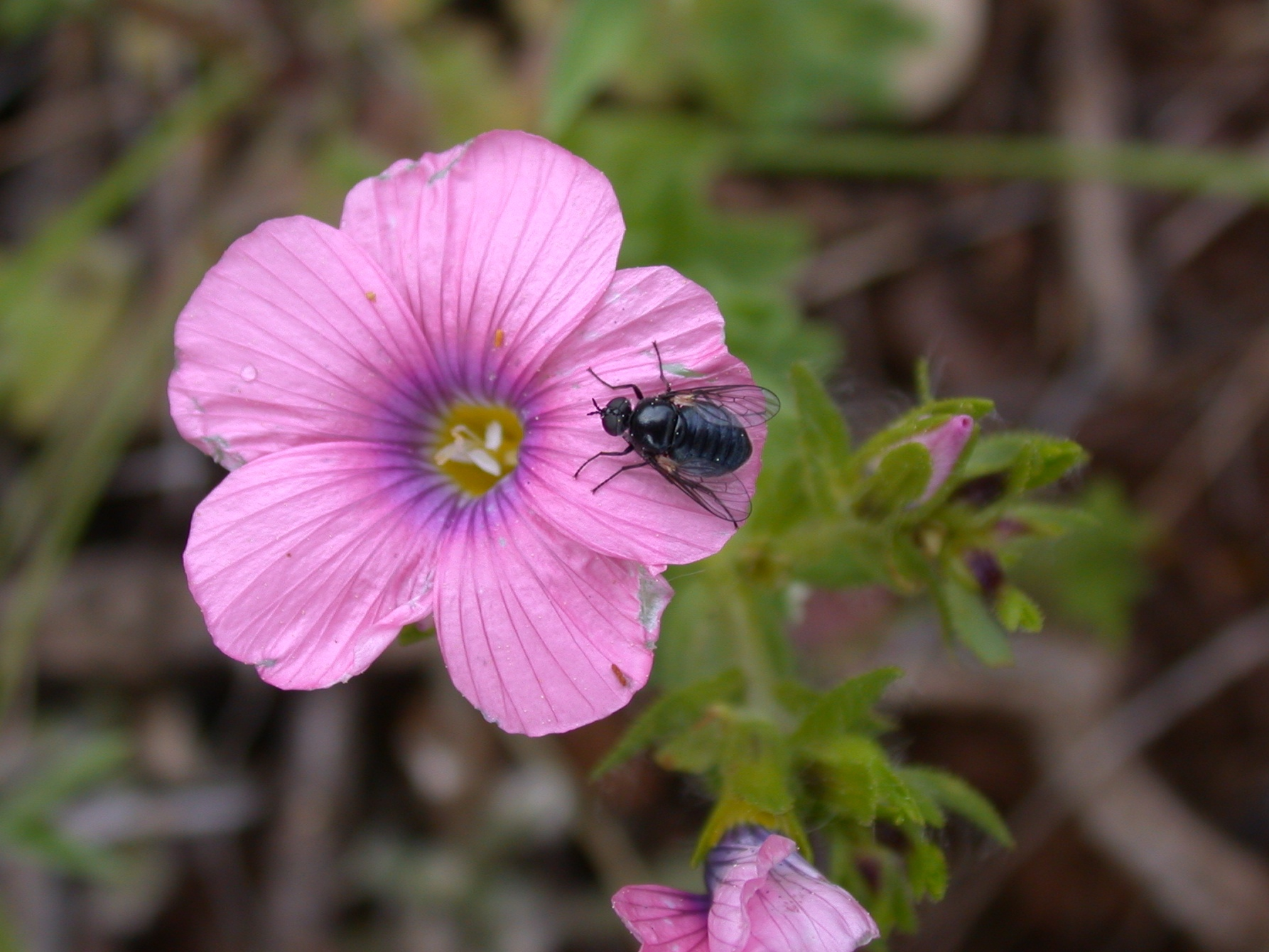
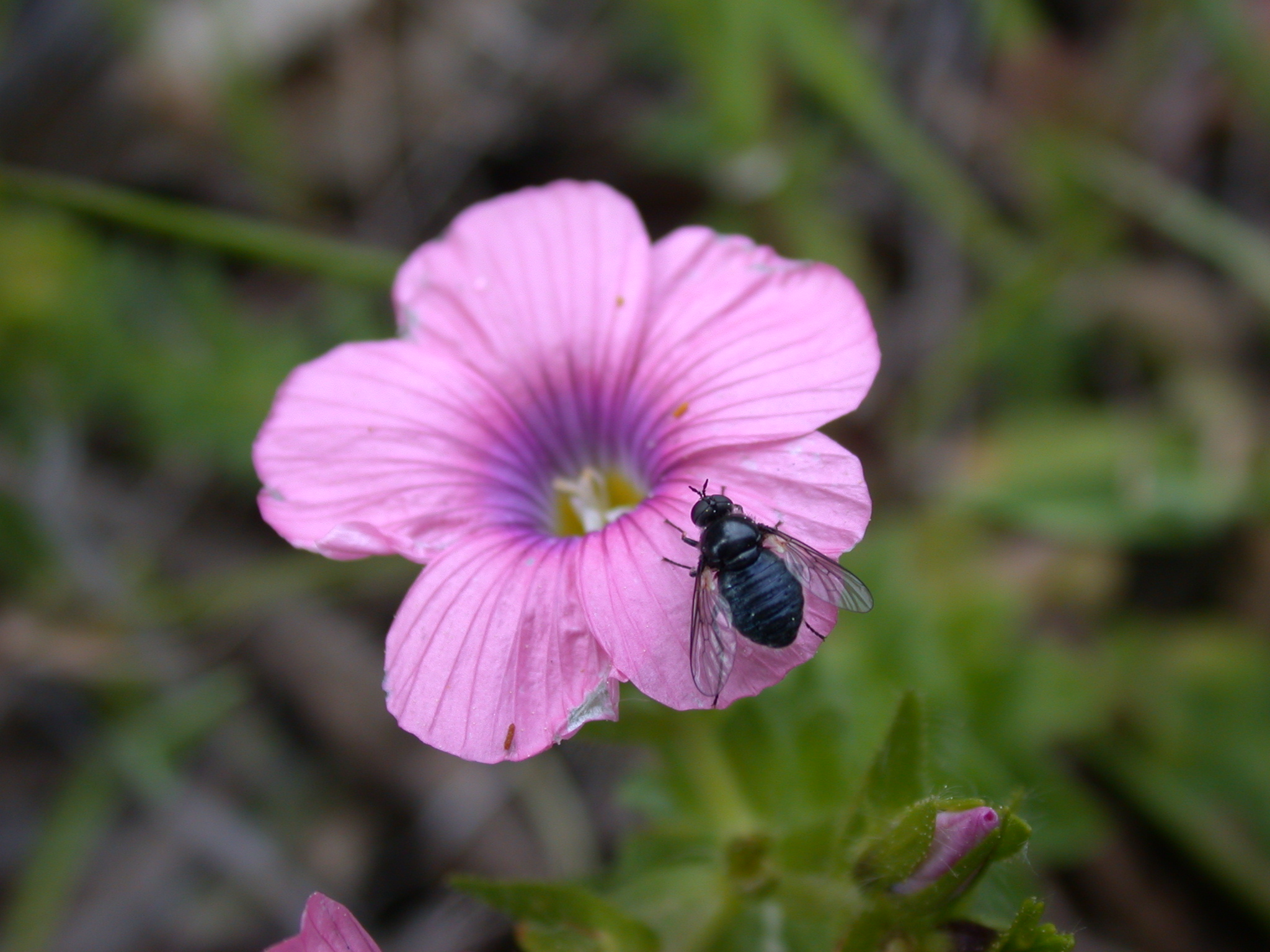

## Dottertaxa tillUsia, i alfabetisk ordning[1]
- Usia accola
- Usia aenea
- Usia aeneoides
- Usia albifrons
- Usia angustifrons
- Usia anus
- Usia arida
- Usia atrata
- Usia aurata
- Usia bicolor
- Usia calva
- Usia carmelitensis
- Usia claripennis
- Usia crinipes
- Usia deserticola
- Usia efflatouni
- Usia elbae
- Usia engeli
- Usia flavipes
- Usia florea
- Usia forcipata
- Usia grisea
- Usia hyalipennis
- Usia ignorata
- Usia incognita
- Usia inornata
- Usia lata
- Usia loewi
- Usia manca
- Usia marginata
- Usia martini
- Usia minuscula
- Usia notata
- Usia novakii
- Usia pallescens
- Usia parvula
- Usia pusilla
- Usia sedophila
- Usia semiflava
- Usia sicula
- Usia similis
- Usia striata
- Usia syriaca
- Usia taeniolata
- Usia tewfiki
- Usia transcaspica
- Usia unicolor
- Usia vagans
- Usia versicolor
- Usia vestita
- Usia xizangensis